# Yanina Korolchik
Yanina Korolchik (Bielorrusia, 26 de diciembre de 1976) es una atleta bielorrusa, especialista en la prueba de lanzamiento de peso, en la que ha logrado ser campeona mundial en 2001.

## Carrera deportiva
En el Campeonato Europeo de Atletismo de 1998 ganó la medalla de bronce en lanzamiento de peso, llegando hasta los 19.23 metros, tras la ucraniana Vita Pavlysh (oro con 21.69 metros) y la rusa Irina Korzhanenko (plata).
Dos años después, en los JJ. OO. de Sídney 2000 ganó la medalla de oro en lanzamiento de peso, quedando por delante de la rusa Larisa Peleshenko y la alemana Astrid Kumbernuss.
Al año siguiente, en el Mundial de Edmonton 2001 volvió a ganar la medalla de oro en la misma prueba, con una marca de 20.61 metros, quedando por delante de la alemana Nadine Kleinert y la ucraniana Vita Pavlysh.